# Chloe Angelides
Chloe Angelides (Reston, Virginia, 1992. május 21. –) amerikai énekes, dalszövegíró és producer.  Számos előadónak írt dalt, és közreműködött mint producer, úgy mint Jasoun Derulonak a Zipper című dalát, mely a Talk Dirty című albumán szerepel, Jessie J számára a Burning Up című dalt, Melanie Martinez számára, LunchMoney Lewis-szal közösen a Whip It! című dalban közreműködött, de vokálozott Nicki Minaj Get On Your Knees című dalában is.
Chloe édesapja ciprusi származású, édesanyja német származású.

## Diszkográfia

### Közreműködő előadóként
- 2013: "Survivor" (Stephen Swartz feat. Chloe Angelides)
- 2014: "Sexy Beaches" (Pitbull feat. Chloe Angelides)
- 2014: "White Lies" (Vicetone feat. Chloe Angelides)
- 2014: "Ready for Love" (Felix Cartal feat. Chloe Angelides)
- 2015: "Whip It!" (LunchMoney Lewis feat. Chloe Angelides)
- 2015: "Make Up" (R. City feat. Chloe Angelides)
- 2017: "Under Your Skin (Seeb & R. City  feat. Chloe Angelides)

### Egyéb dal
- 2013: "Crash" (Adventure Club) (nem énekesként)

### Dalszövegíró és producer
| Év   | Előadó           | Dal                              | Album                                         | Label                             |
| ---- | ---------------- | -------------------------------- | --------------------------------------------- | --------------------------------- |
| 2014 | Jason Derulo     | "Zipper"                         | Talk Dirty                                    | Atlantic Records                  |
| 2014 | Jessie J         | "Burnin' Up"                     | Sweet Talker                                  | Lava Republic                     |
| 2014 | Nicki Minaj      | "Get On Your Knees"              | The Pinkprint                                 | Young Money Cash Money Republic   |
| 2014 | Pitbull          | "Sexy Beaches"                   | Globalization                                 | Mr. 305 Polo Grounds RCA          |
| 2015 | Sevyn Streeter   | "How Bad You Want It (Oh Yeah)"  | Furious 7: Original Motion Picture Soundtrack | Atlantic Records                  |
| 2015 | Melanie Martinez | "Pacify Her"                     | Cry Baby                                      | Atlantic Records                  |
| 2015 | Ciara            | "Jackie (B.M.F.)"                | Jackie                                        | Epic Records                      |
| 2015 | JoJo             | "Say Love"                       | III                                           | Atlantic Records                  |
| 2015 | Felix Cartal     | "Ready for Love"                 | TBA                                           | Dim Mak Records                   |
| 2015 | Tinashe          | "Player"                         | Joyride                                       | RCA Records                       |
| 2015 | LunchMoney Lewis | "Whip It!"                       | Bills                                         | Kemosabe Records Columbia Records |
| 2015 | Selena Gomez     | "Sober"                          | Revival                                       | Interscope Records                |
| 2015 | Selena Gomez     | "Cologne"                        | Revival                                       | Interscope Records                |
| 2015 | R. City          | "Make Up"                        | What Dreams Are Made Of                       | Kemosabe Records RCA Records      |
| 2016 | Ariana Grande    | "Thinking Bout You"              | Dangerous Woman                               | Republic Records                  |
| 2016 | Daya             | "Love of My Life"                | Sit Still, Look Pretty                        | RED Distribution                  |
| 2017 | Lea Michele      | "Tornado"                        | Places                                        | Columbia Records                  |
| 2017 | Lea Michele      | "Letting Go"                     | Places                                        | Columbia Records                  |
| 2017 | Selena Gomez     | "Fetish"                         | ?                                             | Interscope                        |
| 2017 | Demi Lovato      | "You Don't Do It For Me Anymore" | Tell Me You Love Me                           | Island Hollywood Safehouse        |
| 2017 | Demi Lovato      | "Ruin the Friendship"            | Tell Me You Love Me                           | Island Hollywood Safehouse        |
| 2017 | Demi Lovato      | "Cry Baby"                       | Tell Me You Love Me                           | Island Hollywood Safehouse        |